# Уваров Олександр Миколайович
Олександр Миколайович Уваров (рос. Уваров, Александр Николаевич; нар. 7 березня 1922, Одоєв, Тульська область, СРСР — пом. 24 грудня 1994, Росія) — радянський хокеїст, центральний нападник.

## Клубна кар'єра
Найрезультативніший гравець та капітан московського «Динамо» 50-х років. За кар'єру 21 раз закидав у одному матчі по три шайби. Більшість часу грав у одній ланці з Валентином Кузіним та Юрієм Криловим. Чемпіон СРСР 1954 року. Чотири рази здобував срібні нагороди та сім — бронзові. У 1953 році був обраний до символічної збірної. Всього у чемпіонатах СРСР провів 259 матчів (203 голи). Фіналіст кубка СРСР 1955, 1956. У кубкових матчах закинув 25 шайб.

## Виступи у збірній
У складі національної збірної здобув золоту нагороду на Олімпійських іграх 1956 у Кортіна-д'Ампеццо. 
Чемпіон світу 1954, 1956; другий призер 1955, 1957. На чемпіонатах Європи — три золоті (1954-1956) та одна срібна нагорода (1957). На чемпіонатах світу та Олімпійських іграх провів 27 матчів (вісім закинутих шайб), а всього у складі збірної СРСР — 59 матчів (23 голи).

## Тренерська діяльність
У сезоні 1965-66 очолював команду другої ліги «Торпедо» (Подольськ).

## Нагороди та досягнення
Заслужений майстер спорту СРСР (1954). У 1957 році був нагороджений медаллю «За трудову доблесть». Член клубу Всеволода Боброва (269 голів).
| Нагороди         | Команда           | Кіл. | Роки                        |
| ---------------- | ----------------- | ---- | --------------------------- |
| Олімпійські ігри |                   |      |                             |
| Золото           | СРСР              | 1    | 1956                        |
| Чемпіонат світу  |                   |      |                             |
| Золото           | СРСР              | 2    | 1954, 1956                  |
| Срібло           | СРСР              | 2    | 1955, 1957                  |
| Чемпіонат Європи |                   |      |                             |
| Золото           | СРСР              | 3    | 1954, 1955, 1956            |
| Срібло           | СРСР              | 1    | 1957                        |
| Чемпіонат СРСР   |                   |      |                             |
| Золото           | «Динамо» (Москва) | 1    | 1954                        |
| Срібло           | «Динамо» (Москва) | 4    | 1950, 1951, 1959, 1960      |
| Бронза           | «Динамо» (Москва) | 7    | 1949, 1952, 1953, 1955-1958 |
| Кубок СРСР       |                   |      |                             |
| Фіналіст         | «Динамо» (Москва) | 2    | 1955, 1956                  |

## Статистика
| Сезон   | Команда           | Ліга    |    | Ігри | Голи |
| ------- | ----------------- | ------- | -- | ---- | ---- |
| 1948/49 | «Динамо» (Москва) | 1 група | 17 | 16   |      |
| 1949/50 | «Динамо» (Москва) | 1 група | 22 | 20   |      |
| 1950/51 | «Динамо» (Москва) | 1 група | 15 | 21   |      |
| 1951/52 | «Динамо» (Москва) | 1 група | 16 | 15   |      |
| 1952/53 | «Динамо» (Москва) | Клас А  | 18 | 19   |      |
| 1953/54 | «Динамо» (Москва) | Клас А  | 16 | 24   |      |
| 1954/55 | «Динамо» (Москва) | Клас А  | 18 | 28   |      |
| 1955/56 | «Динамо» (Москва) | Клас А  | 23 | 15   |      |
| 1956/57 | «Динамо» (Москва) | Клас А  | 20 | 16   |      |
| 1957/58 | «Динамо» (Москва) | Клас А  | 33 | 11   |      |
| 1958/59 | «Динамо» (Москва) | Клас А  | 25 | 6    |      |
| 1959/60 | «Динамо» (Москва) | Клас А  | 36 | 11   |      |